# EE-9 카스카베우
EE-9 카스카베우(EE-9 Cascavel, 포르투갈어 발음 [kɐskɐˈvɛl], '방울뱀'이라는 뜻을 가지고 있다.)는 정찰을 주 목적으로 개발한 브라질의 6륜형 장갑차이다. 1970년대에 노후화되어가는 브라질의 M8 그레이하운드를 대체할 목적으로 엥제사에서 설계한 것이다. 그레이하운드의 37mm 주포가 장착되었으며, 이후에 파나르 AML-90의 포탑을 채택했다. 후기 모델들은 'EC-90'이라는 라이선스 하에 생산된 벨기에산 90mm 코케릴 Mk.3 저압포와 함께 독특한 엥제사 포탑을 탑재하고 있다.
카스카베우는 EE-11 우룬투라는 수송장갑차와 많은 부품을 공유한다. 둘 다 1974년에 생산에 들어갔으며 현재 남미, 아프리카, 서남아 등 20개국 이상에서 운용 중에 있다. 설계권은 설계권은 FMC를 통해 미국에 판매되기도 하였다. 1993년 엔제사에서 영업을 중단하기 전까지 약 2,767대의 카스카베우와 우룬투가 만들어졌다.

## 역사

### 개발
1960년대 초반에 걸쳐 브라질과 미국의 양자 방위 협정은 전후 미국의 잉여 군사 장비에 쉽게 접근할 수 있도록 보장했으며, 여기에는 여러 대의 제2차 세계 대전 시절의 M8 그레이하운드 장갑차가 포함되었다. 브라질 무기 산업은 1964년 미국의 베트남 전쟁 개입으로 수출 가능한 국방 기술의 양이 제한될 때까지 이 낡은 장갑차를 복원하고 유지하는 데 그쳤다. 브라질은 1968년에 이미 사용 중인 미국 장비를 재생산하기 위한 재래무기 수입 대체 프로그램을 만들어 대응했다. 1966년에 이미 군사 정기간행물 《아 데페사 나시오나우》(A Defesa Nacional)에 실린 기사에서 국가 자동차 산업, 고속도로 및 페트로브라스의 연료 생산 형편이 현지에서 8~10톤의 6륜형 장갑차를 생산할 수 있게 했다고 주장한 바 있으며, 1970년까지 브라질군은 그저 그레이하운드 개량형인 CRR(Carro de Reconhecimento sobre Rodas. 차륜형 정찰차량)을 개발하고 있었다..
그 당시 잘 알려지지 않은 민간 설계사였던 엥제사가 이 프로젝트를 인수해 1970년 11월까지 그레이하운드의 기본 레이아웃을 사용한 완전히 새로운 차량의 프로토타입이 완성되었다. 새롭게 완성한 EE-9 카스카베우는 1972년과 1973년 사이에 선행양산 단계에 들어갔다. 카스카베우와 EE-11 우룬투 장갑수송차의 조립라인이 1974년에 개장했다. 차체는 브라질 육군이 사왔으며 구식 37mm 전차포와 구형 그레이하운드에서 재활용한 포탑을 장착했다. 국제시장에서 사용할 수 있는 더 강력한 병기와 경쟁하기 위해 엥제사는 자동변속기와 파나르 AML에 달리는 90mm 저압 포를 장착해 대폭 개조한 카스카베우를 판매하기도 했다. 수출용으로 고안한 이 모델은 서남아시아에서 흥미를 끌기에 충분했으며. 카타르에서 즉시 20대를 구입했다.
카타르의 카스카베우 구입은엥제사의 큰 성공이자 브라질 최초의 아랍 무기 거래 성공 사례로 입증되었다. 아부다비에서 1977년에 카스카베우 200대를 주문했다. 이라크와 리비아 모두 파나르 AML-90 또는 ERC-90 사게보다 카스카베우를 구입할 것을 선택했으며, 전자는 카스카베우 200대와 우룬투 200대의 인도를 위해 4억 달러 규모의 협상을 진행했다. 리비아 판매 이후 엥제사는 브라질에서 'EC-90'으로 라이선스 하에 제조된 벨기에제 코케릴 주포를 탑재한 새로운 생산 모델을 공개했다.

### 차량 운용
리비아 아랍 자마히리야군은 1977년 리비아-이집트 전쟁 당시 이집트 전차에 맞서 T-54/55 또는 T-62 와 마찬가지로 다수의 EE-9 카스카베우를 성공적으로 배치했다. 리비아의 카스카베우는 차드에서도 활동하여 프랑스 해병대 및 프랑스 외인부대 소속의 AML-90과 교전했다. 이 장갑차들 중 일부는 나중에 폴리사리오 전선과 토고에 기증된 반면, 나머지는 2011년 리비아 내전까지 운용되었다. 카스카베우는 다에시에 맞서 여전히 2016년 시르테 전투 내내 사용되었다.
차드의 국민통일 과도정부 (GUNT)는 1986년 리비아로부터 다섯 대의 카스카베우를 받았다. 차드-리비아 전쟁 동안 차드의 군대는 79대의 리비아군 이전 소속 카스카베우를 아오조우 스트립에서 노획했으며, 이들을 지금까지 계속 보관하고 있다.
콜롬비아군은 1982년 베네수엘라와의 무력 충돌 시 장비를 현대화하기 위해 128대의 신형 EE-9 카스카베우를 인수했다. 1985년 정의의 전당포위전에서 이 장갑차로 처음이자 가장 의미 있는 행동을 보였다. 당시 [[4·19 운동|M-19] 게릴라 무리가 보고타의 정의의 전당을 점령했다. EE-9가 구조물의 외벽에 직접적인 타격을 가해 화재가 발생하여 건물이 파괴되고 여러 명의 인질이 사망했다.

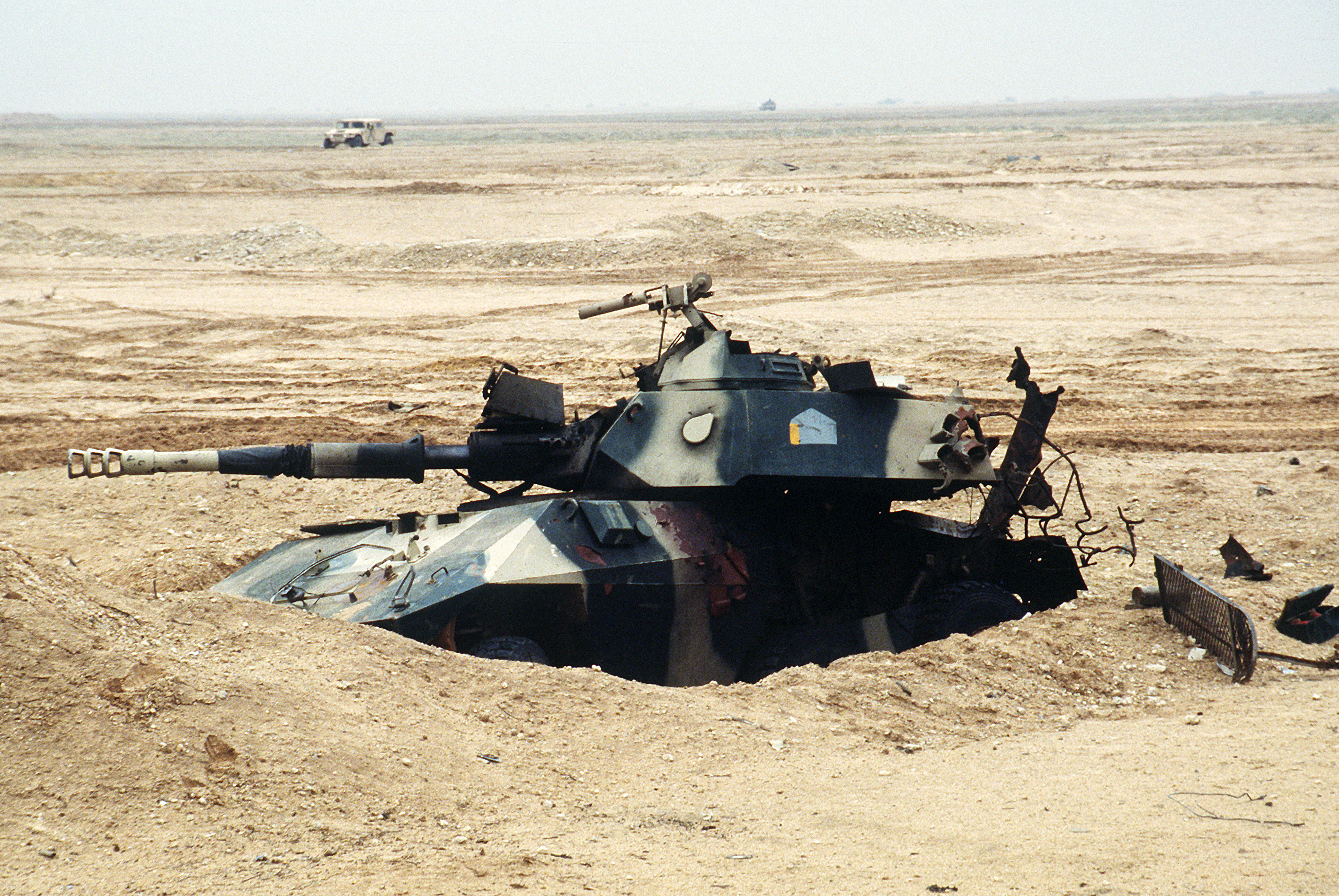
사막 폭풍 작전 도중 사우디아라비아 국경 어딘가에서 전투로 피해를 입은 이라크군 소속 EE-9 카스카베우

이란-이라크 전쟁 기간에는 페르시아만 근처에서 이라크 주둔군이 EE-9 카스카베우를 운용했다. 카스카베우는 해안 지역 근처의 비교적 평평하고 모래가 많은 지형에서 무거운 이란의 치프틴 전차와 궤도형 전투차량을 자주 능가했다. 다목적군의 공습으로 이후 사막 폭풍 작전 동안 쿠웨이트 시티 북쪽의 여러 곳이 파괴되었다. 2003년 이라크 침공 이후, 살아남은 차량들이 무더기로 폐차되어 비난을 받았지만, 미국 기술 인력이 2008년에 35대를 정상 작동이 가능한 상태로 복구시켜 이를 신 이라크군에 돌려보냈다. 현지 개조형 EE-9는 인민동원군의 이라크 민병대가 개장한 것이며, 일부는 DShK 또는 ZPU 기관총, 107mm 63형 다연장로켓발사대 또는 2A28 그롬 주포로 교체되거나 보완시켰다. 이들은 이슬람 국가 군대에 대항하여 사용하게 되었다.
짐바브웨는 1984년에 일런드 Mk7을 대체하기에 적절한 EE-9 카스카베우 90대를 구입했다. 짐바브웨 소속의 카스카베우 소대는 모잠비크 내전 동안 테트주에 있는 하라레의 주요 상업 연결을 보호하기 위해 모잠비크에 배치되었다. 현지 호송대에 무장 호위를 제공하고 도로를 순찰하여 남아프리카공화국이 지원하는 모잠비크 국민저항 (RENAMO) 소속 반군의 공격을 사전에 차단했다. 짐바브웨가 제2차 콩고 전쟁에 개입하는 동안, 현지 법인회사에서 징발한 일류신 Il-76이 12대의 카스카베우를 은질리 국제공항으로 공수하는 데 사용되었다. 그곳에서 이 장갑차 소대는 르완다군과 교전하여 킨샤사로 진격했다. 일부가 복구가 불가능할 정도로 사보타주당해 이후 콩고에서 짐바브웨군이 폐기했던 반면, 네 대는 반군 세력이 노획했다. 브라질에서 새로운 부품을 조달할 자금이 부족하여 현재 현역으로 남아 있는 차량은 거의 없다.
미얀마 내전 중에 국가통치평의회 측에서 EE-9 카스카베우로 전투를 벌였으나 일부 손실을 입었다.
EE-9 카스카베우는 이미 민간기업에 널리 보급된 부품의 단순화된 설계와 사용으로 인해 많은 군 부대에서 인기를 얻고 있다. 비슷한 서구권 장갑차에 비해 저렴한 가격 덕분에 개발도상국들에게 특히 매력적인 구매처가 되었다. 냉전이 한창이던 시기에 정치적 제조업자의 제약을 받지 않는 완전히 상업적 성격의 엥제사의 판매는 NATO와 바르샤바 조약의 무기 판매 대체안으로 인식되기도 했다.

## 특징
모든 EE-9 카스카베우는 비슷한 레이아웃을 가지고 있다. 조종수는 차량 왼쪽 앞부분에 앉아 있고 포탑이 보통 중앙 윗부분에 장착되며, 모터와 변속기는 후방에 위치한다. 카스카베우 Mk II는 수동식 포탑을 가지고 있지만, 이후의 모든 개량형은 전동식 선회장치를 가지고 있다. 카스카베우 Mk III의 경우 고폭탄 (HE), 대전차고폭탄 (HEAT) 또는 카트리지 형태로 탑재된 접착유탄을 발사하는 엥제사제 EC-90 90mm 저압포가 장착되어 있으며, 주포의 왼쪽에는 7.62mm 동축기관총도 장착되어 있다. EC-90 저압포는 부각이 15°, 앙각이 -8°이다. 주포안정기가 없고 기본적인 광학 사격통제장치만 장착되며, 이 장비는 브라질군 내에서 레이저 거리계로 업그레이드되었다. 후기 생산형 카스카베우에는 런플랫 타이어와 주행 구획에서 접근할 수 있는 독특한 중앙 타이어 압력 조절기가 장착되어 있다.

### 외관
EE-9 카스카베우는 전체적으로 각이 진 보트 모양이며 수평의 차체 지붕을 향해 위아래로 기울어져 있는 전면의 가파른 경사면을 가지고 있으며 , 오목한 부분에 전조등이 자리하고 운전석 위에는 두꺼운 경사판이 있다. 차체 측면은 거의 수직에 가깝지만 지붕을 향해 안쪽으로 기울어져 있다. 차체 전면부에는 낮고 둥근 포탑이 있으며, 길고 끝이 점점 가늘어지는 포신 끝에는 삼중 베플 포구제퇴기가 달린다.

## 개량형

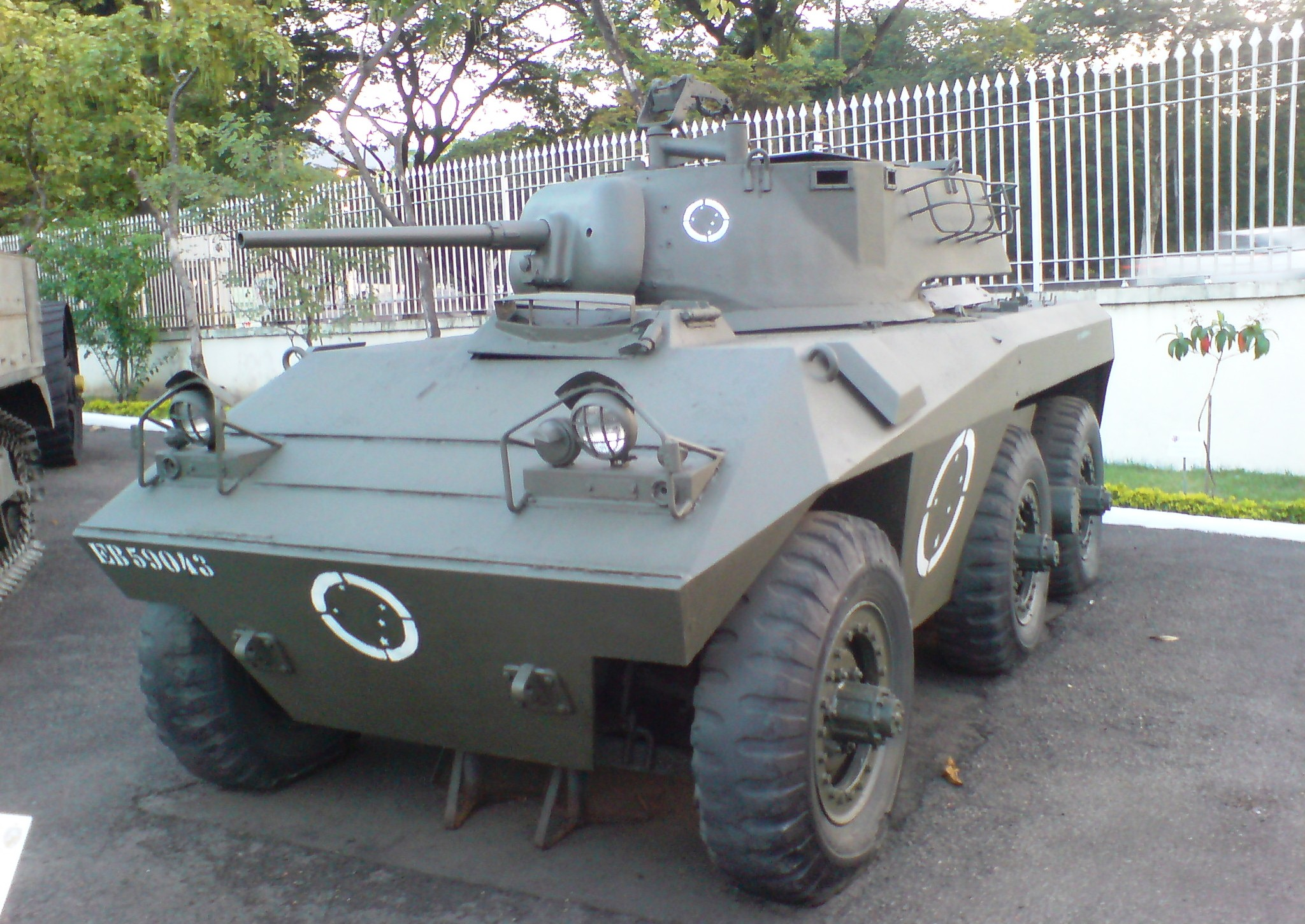
리우데자네이루 박물관에 있는 카스카베우 Mk I

- 카스카베우 Mk I: 포탑링이 작아 '카스카베우 마그루'(Cascavel Magro, 마른 방울뱀)이라는 별칭으로 유명하다. 엔제사의 초기 생산 모델로 브라질군에서만 운용했다. M8 그레이하운드에 적용된 포탑과 수동 변속기가 장착되어 있다.[4] 주요 특징은 두 세트의 뒷바퀴가 관절형 부메랑 모양의 서스펜션으로 연결되어 뒷바퀴의 구동력을 높인 것인데, 이는 우루투에도 일괄 적용되었다.[1]
- 카스카베우 Mk II: 넓은 포탑링 때문에 '카스카베우 고르두' (Cascavel Gordo. 살찐 방울뱀)라는 별칭이 있다. 엥제사의 최초 수출형 모델이며 카타르군, 볼리비아군, 폴리사리오 전선, 리비아군에서 복무했던 차량이다. 파나르 AML-90의 포탑으로 채택됐던 H-90 포탑을 장착했으며 자동변속기를 탑재했다.[4]
- 카스카베우 Mk III: EE-9 카스카베우 Mk II의 개선형으로 디젤 엔진과 브라질에서 제작한 90mm EC-90 저압포를 장착한 엥제사제 포탑으로 갈아끼웠다. 25mm 쌍열 기관포가 장착된 시제형 자주대공포 버전도 시험해보았지만 채택되지 못했다.[37] 대부분의 카스카베우 마크 시리즈는 이 버전으로 업그레이드한 것이며 브라질군 전용으로 자동변속기가 탑재되어 있다.[4]
- 카스카베우 Mk IV: 런플랫 타이어와 타이어 압력 조절기가 장착된 첫 양산형이다. 또한 더욱 통합된 사통장치가 장착되었다.[4]
- 카스카베우 Mk V: An EE-9 카스카베우 Mk IV에 190hp (142kW)으로 개발 중인 메르세데스- 벤츠 OM52A 디젤 엔진을 장착한 것이다. 엥제사에서 마지막으로 판매한 개량형이다.[4]
- 카스카베우 Mk VI: 메르세데스-벤츠 OM352A 디젤 엔진이 장착된 EE-9 카스카베우 Mk V의 파생형이다.[38]
- 카스카베우 Mk VII: Mk IV의 MT-643 기어박스가 장착된 EE-9 카스카베우 Mk V의 파생형이다.[38]
- 카스카베우 NG: AKAER 엥제나리아가 2022년 7월 브라질 육군이 주문한 현대 개량형으로, 새로운 현대 개량형 엔진, 차체의 완전한 개조, 90mm 주포, 자동 제어, 에어컨, 옵트로닉스 교체, 포탑에 장착된 대전차미사일 발사기, 새로운 사통 컴퓨터, 새로운 센서 및 통신 시스템을 갖추고 있다. 98대가 첫 번째 배치로 주문되었다.[39][40]

## 운용국

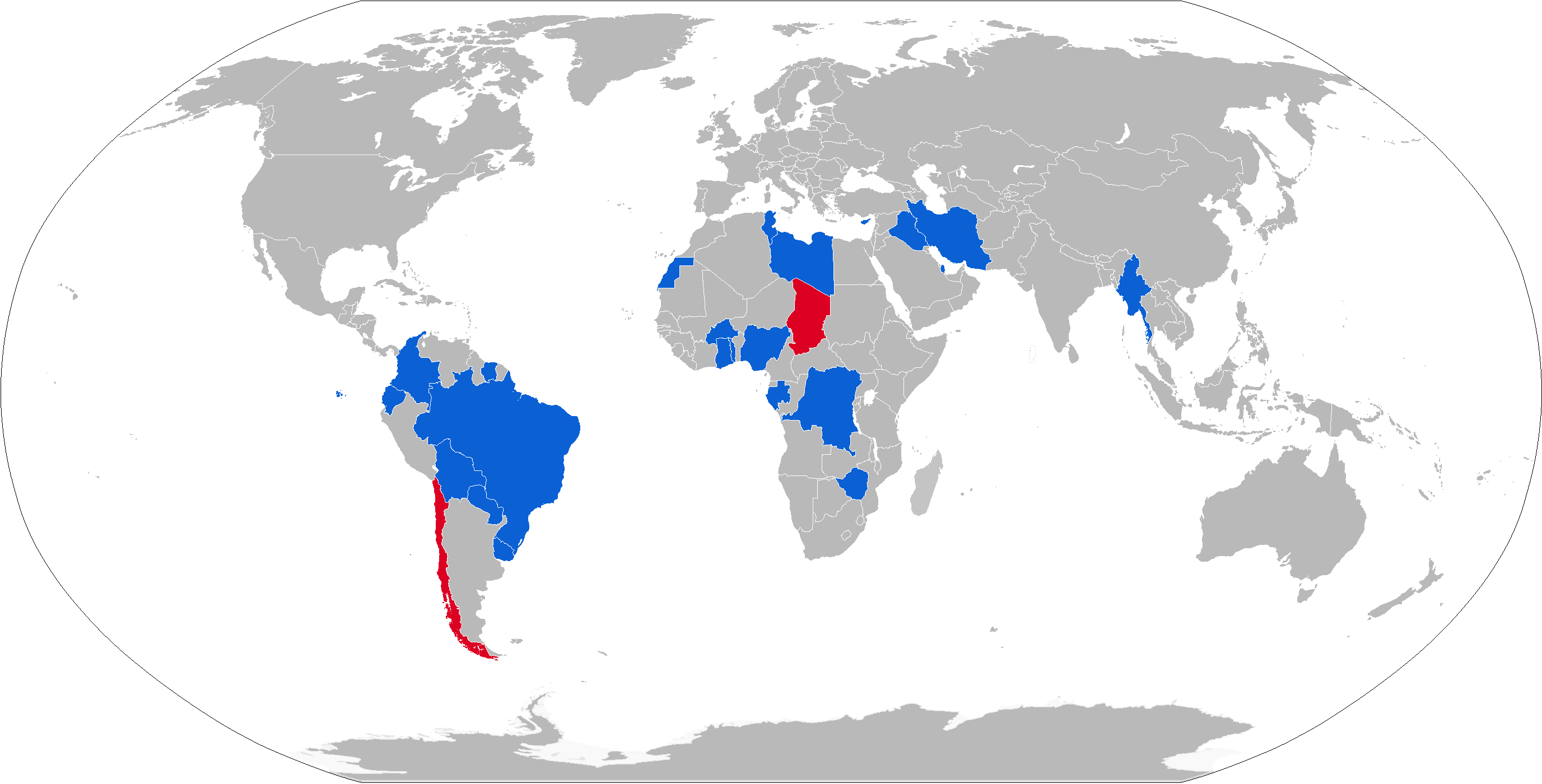
운용국
현재
과거

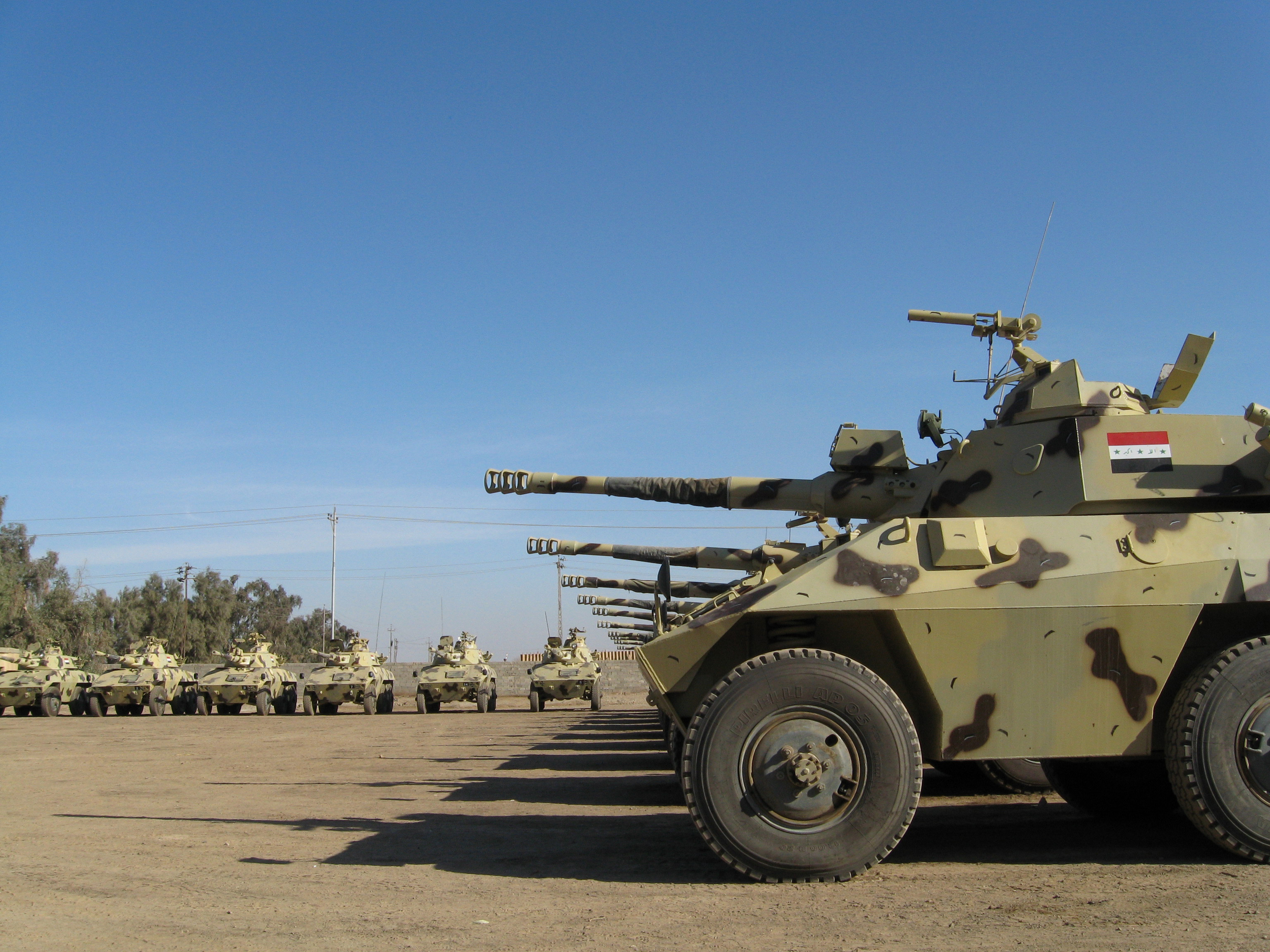
2008년 이라크군 소속 EE-9 카스카베우

### 현재 운용국
- 볼리비아: 24대[21]
- 브라질: 600대; 2010년 기준 409대 운용[41]. 8륜형 첸타우로 II로 대체하는 과정[42]에서 잔여로 남은 98대가 '카스카베우 NG' 기반으로 현대화되었다.[39]
- 부르키나파소: 24대[43]
- 차드: 20대[44]
- 콜롬비아: 121대[21]
- 키프로스: 126대[21]
- 콩고민주공화국: 19대[45]
- 에콰도르: 22대[43] to 28[21]
- 가봉: 14대[46]
- 가나: 3대[47][43]
- 가이아나: 18대[43]
- 이란: 130~150대;[43][22] 2004년 기준 35대 운용.[48]
- 이라크: 232~364대;[43][3] 2008년 기준 35대 운용.[27]
- 리비아: 380~500;[43][21] 2011년 기준70대 운용.[19]
- 모로코: 7대[43]
- 미얀마: 150대[49]
- 나이지리아: 75대[21]
- 파라과이: 28[21]~30대[43]
- 카타르: 20대[21]
- 사하라 아랍 민주 공화국: 29대[43]
- 수리남: 6대[43] to 7[21]
- 튀니지: 24대[21]
- 우루과이: 15대[21]
- 짐바브웨: 90대;[21] 2011년 기준 10대 운용 및 77대 예비.[32]

### 이전 운용국
- 칠레: 83대[21]
- 토고: 리비아로부터[50] 36대[43]를 구매했다.

## 같이 보기

### 엔제사 시리즈
- EE-3 자라라카
- EE-11 우룬투
- EE-T1 오소리오

### 시대, 성능, 역할면에서 비교할 만한 차량
- 알비스 살라딘
- 일런드 Mk7
- ERC 90 사게
- 파나르 AML
- VBC-90

## 내용주 및 참고주
참고인용
1. 1 2 3 4 5 6 7 8 9 10 11 12  Foss 2000, 348쪽.
2. ↑  Martins 1994, 142쪽.
3. 1 2  Bastos 2006, 37쪽.
4. 1 2 3 4 5 6 7 8 9 10 11 12 13 14 15 16 17  Chant 2013, 29쪽.
5. ↑  “Exército divulga as primeiras imagens do Cascavel NG equipado com MSS 1.2 AC”. 《Tecnodefesa》. 2024년 9월 27일.
6. 1 2  AIPD 1999, 213쪽.
7. 1 2 3 4 5  Ogorkiewicz 2015, 218쪽.
8. ↑  Neto 1991, 87쪽.
9. ↑  Neto 1991, 85쪽.
10. ↑  Hurrell 2014, 159쪽.
11. ↑  Rocha 1966.
12. ↑  Bastos 2004, 43쪽.
13. ↑  Bastos 2004, 42쪽.
14. 1 2  Hurrell 2014, 303쪽.
15. ↑  UPI 1980.
16. ↑  Elliot 1987, 229쪽.
17. ↑  Grandolini & Cooper 2015, 37쪽.
18. ↑  Damis 1983, 99쪽.
19. 1 2  Cordesman 2011, 34쪽.
20. 1 2  Bastos 2017.
21. 1 2 3 4 5 6 7 8 9 10 11 12 13 14 15  SIPRI 2009.
22. 1 2  Bastos 2006, 39쪽.
23. ↑  “El blindado Engesa EE-9 Mk.III "Cascavél" del Ejército Colombiano” (스페인어). 2016년 7월 4일. 2019년 4월 20일에 원본 문서에서 보존된 문서. 2019년 4월 20일에 확인함.
24. ↑  “Ejército fue responsable del incendio en la toma a Palacio de Justicia” (스페인어). 2009년 9월 19일. 2019년 4월 20일에 확인함.
25. ↑  College 1985, 11쪽.
26. ↑  Tucker-Jones 2014, 30쪽.
27. 1 2  Rosencrans 2008.
28. ↑  Emerson 2014, 342쪽.
29. ↑  Cooper & 19 October 2013, 25쪽.
30. ↑  Cooper & 19 October 2013, 32쪽.
31. ↑  Cooper & 19 October 2013, 57쪽.
32. 1 2  Staff 2011.
33. ↑  Kahiya 2000.
34. ↑  “What is Happening in Myanmar - Documenting Equipment Losses in the Myanmar Civil War”. 2023년 12월 25일.
35. 1 2  Gupta 1997, 143쪽.
36. ↑  Bastos 2006, 41쪽.
37. ↑  Godoy 1986, 309쪽.
38. 1 2  Forecast International 1995, 4쪽.
39. 1 2  “Exército Brasileiro assina contrato com a Akaer para modernização dos blindados EE-9 Cascavel”. 《Forte》 (포르투갈어). 2022년 7월 7일. 2022년 7월 7일에 확인함.
40. ↑  “Notas Estratégicas EB – Cascavel NG – Primeiro protótipo é apresentado ao Estado-Maior”. 《Defesanet》 (포르투갈어). 2023년 11월 16일.
41. ↑  “Urutu e Cascavel ganharão vida nova | Forças Terrestres - ForTe - Estratégia, Tecnologia Militar e Segurança” (포르투갈어). ForTe. 2010년 3월 2일. 2014년 1월 22일에 확인함.
42. ↑  “El Ejército Brasileño elige al Centauro II como su futuro vehículo de combate blindado 8×8” (스페인어). Zona Militar. 2022년 11월 25일.
43. 1 2 3 4 5 6 7 8 9 10 11 12  Forecast International 1995, 5쪽.
44. ↑  The Military Balance 2021, 457쪽.
45. ↑  Martin 2013.
46. ↑  The Military Balance 2021, 466쪽.
47. ↑  Foss 2000, 349쪽.
48. ↑  Cordesman 2004.
49. ↑  HRW 2007.
50. ↑  Bastos 2006, 38쪽.

참고온라인 소스
- SIPRI, (various) (2009). “Trade Registers”. Solna: Stockholm International Peace Research Institute. 2010년 4월 14일에 원본 문서에서 보존된 문서. 2015년 2월 17일에 확인함.
- Hurrell, Andrew (2014) [1986]. “The quest for autonomy: the evolution of Brazil's role in the international system, 1964-1985” (PDF). Rio de Janeiro: Fundação Alexandre de Gusmão. 2015년 6월 2일에 원본 문서 (PDF)에서 보존된 문서. 2015년 12월 20일에 확인함.
- Cordesman, Anthony, Vira, Varun, and Arleigh (2011년 6월 20일). “The Libyan Uprising: An Uncertain Trajectory” (PDF). Washington: Center for Strategic and International Studies. 2016년 3월 5일에 원본 문서 (PDF)에서 보존된 문서. 2015년 12월 20일에 확인함.
- Rosencrans, Aaron (2008년 2월 21일). “U.S. hands over 35 Cascavels to Iraqi Army”. Washington: Defense Imagery. 2015년 12월 20일에 확인함.
- Martin, Guy (2013년 4월 23일). “Democratic Republic of Congo”. Johannesburg: Defence Web. 2016년 1월 6일에 확인함.
- HRW, (various) (2007년 10월 10일). “Burma: Security Council should impose arms embargo”. New York: Human Rights Watch. 2015년 12월 20일에 확인함.
- Bastos, Expedito Carlos Stephani (2017년 9월 14일). “Uma experiência real: EE-9 Cascavel em combate Líbia e Iraque 2015 – 2017”. 《DefesaNet》. 2019년 1월 5일에 확인함.[깨진 링크(과거 내용 찾기)]
- Forecast International, (various) (August 1995). 《EE-9 Cascavel》. Military Vehicles Forecast. 2019년 2월 25일에 확인함.

참고신문 및 참고 논문
- Martins, Dean (1994). “Brazil - The Armed Forces of a Regional Superpower”. 《Jane's Intelligence Review: Yearbook》: 142–143.
- Elliot, Jeffrey (1987). “Who supplies the matches?”. 《Third World Annual 88/89》: 229. ISBN 9780879677077.
- Neto, Raul de Gouvea (1991). “How Brazil Competes In The Global Defense Industry” (PDF). 《Latin American Research Review》 26 (3): 83–108. doi:10.1017/S0023879100023943. S2CID 252930890. 2014년 12월 8일에 원본 문서 (PDF)에서 보존된 문서.
- Godoy, Robert (1986). “Brazilian hybrid Cascavel for Iraq”. 《Strategic Digest》 16: 1309.
- Bastos, Expedito Carlos Stephani (June 2006). “Uma realidade brasileira - As exportações dos veículos militares Engesa” (PDF). 《Revista DaCultura》 6 (10): 36–41. 2016년 1월 7일에 원본 문서 (PDF)에서 보존된 문서. 2025년 3월 7일에 확인함.
- Bastos, Expedito Carlos Stephani (December 2004). “Uma realidade brasileira - Desenvolvimento de blindados sobre roadas 1967–1975” (PDF). 《Revista DaCultura》 4 (7): 36–45. 2019년 2월 25일에 원본 문서 (PDF)에서 보존된 문서. 2025년 3월 7일에 확인함.
- UPI (1980년 12월 9일). “Arms trade expands in South America” (PDF). 《The Hopewell News》 (Hopewell, Virginia). 2017년 10월 28일에 원본 문서 (PDF)에서 보존된 문서. 2016년 1월 4일에 확인함.
- Rocha, Cezar Marques da (April 1966). “O carro de combate nacional”. 《A Defesa Nacional》 52 (606): 119–122.
- Staff Reporter (2011년 7월 20일). “Zimbabwe army crippled: Report exposes decay”. 《The Zimbabwean》 (Johannesburg, Gauteng). 2015년 11월 29일에 확인함.
- Kahiya, Vincent (2000년 5월 19일). “Zimbabwe: Controversy Over $600m Spare Parts For ZNA”. 《The Zimbabwe Independent》 (Harare, Zimbabwe). 2015년 11월 29일에 확인함.
- AIPD (1999). 《An introduction to the armed forces of China, Cuba, Syria, Libya, and Angola》 (PDF). Fort Huachuka, Arizona: United States Army Intelligence Center. 2015년 1월 4일에 확인함.[깨진 링크]
- College (1985). 《National security and mobilization management: regional studies program: academic year 1984-1985》. Washington D.C.: Industrial College of the Armed Forces (U.S.). 2015년 1월 4일에 확인함.

참고서적
- Foss, Christopher (2000). 《Jane's Tanks and Combat Vehicles Recognition Guide》. London: HarperCollins. ISBN 978-0007183265.
- Chant, Christopher (2013) [1987]. 《A Compendium of Armaments and Military Hardware》. London: Routledge. ISBN 978-1315884851.
- Ogorkiewicz, Richard (2015). 《Tanks: 100 Years of Evolution》. Oxford: Osprey Publishing. ISBN 9781472806703.
- Grandolini, Albert; Cooper, Tom (2015). 《Libyan Air Wars: Part 1: 1973-1985》. Solihull: Helion & Co. Ltd. ISBN 978-1909982390.
- Damis, John James (1983). 《Conflict in Northwest Africa: The Western Sahara Dispute》. Stanford: Hoover Institution Press. ISBN 978-0817977818.
- Tucker-Jones, Anthony (2014). 《The Gulf War: Operation Desert Storm 1990-1991》. Stanford: Pen & Sword Books, Ltd. ISBN 978-1781593912.
- Emerson, Stephen (2014). 《The Battle for Mozambique》. Solihull: Helio & Co. Ltd. ISBN 978-1909384927.
- Cooper, Thomas (2013년 10월 19일). 《Great Lakes Conflagration: Second Congo War, 1998 2003》. Solihull: Helio & Co. Ltd. ISBN 978-1909384668.
- Gupta, Amit (1997). 《Building an Arsenal: The Evolution of Regional Power Force Structures》. Westport: Praeger. ISBN 978-0275957872.
- Cordesman, Anthony (2004년 9월 30일). 《The Military Balance in the Middle East》. Westport: Praeger. ISBN 978-0275983994.
- International Institute for Strategic Studies (February 2021). 《The Military Balance 2021》 121. Routledge. ISBN 9781032012278.